# Paul Beloy
Paul Beloy Beloy (Kinshasa, 12 april 1957) is een voormalig Congolees-Belgisch verdedigend voetballer. 

## Voetbal
Beloy, die sinds zijn vierde levensjaar in België opgroeide, speelde achtereenvolgens bij KV Mechelen, Beerschot VAC en K. Lierse SK. Met Beerschot speelde hij in het winnende elftal bij de finale van de Beker van België 1978-79.

## Na zijn carrière
Na zijn carrière als voetballer werd hij actief in het onderwijs als coördinator anderstalige nieuwkomers in een middelbare school in Hoboken en bleef hij deeltijds tot de laatste dagen in 2013 actief bij K. Beerschot AC als community manager. Hij schreef ook, samen met journalist Frank van Laeken, een boek over racisme in het voetbal: Vuile zwarte.

## Persoonlijk
Paul Beloy is de vader van drie kinderen, onder wie de actrice en presentatrice Tatyana Beloy.